# José Manuel Ruiz Reyes

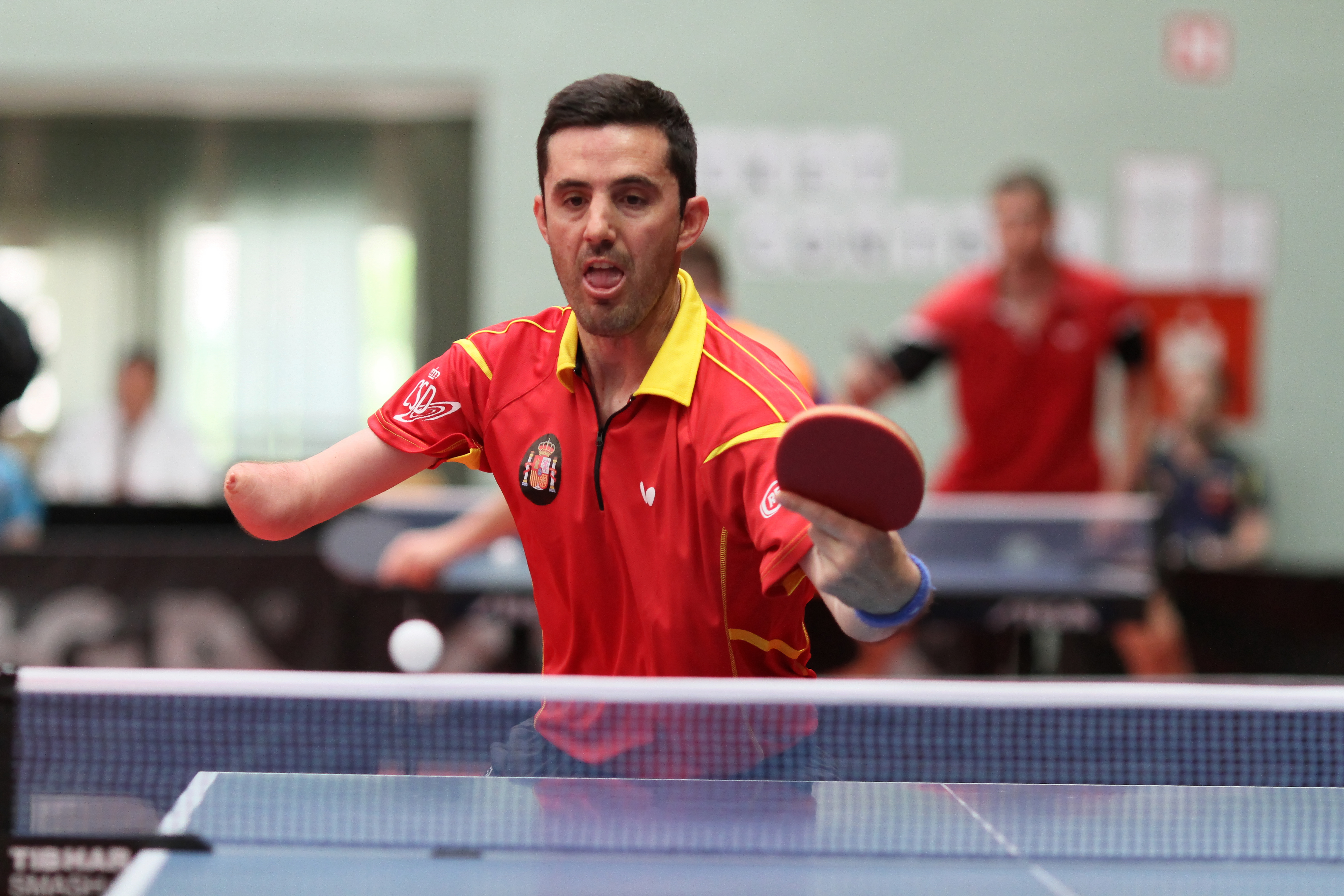
José Manuel Ruiz Reis durante o Open de Eslovénia 2015

José Manuel Ruiz Reis (Granada, 16 de julho de 1978) é um jogador de tênis de mesa de classe 10. Acumula ao redor de 30 condecoraciones em campeonatos europeus e internacionais, entre as que conta com quatro medalhas paralímpicas. É jogador da Real Federação Espanhola de Tênis de Mesa e tem participado nos Jogos Paralímpicos de Atlanta 1996, Sydney 2000, Atenas 2004, Pequim 2008 e Londres 2012; ademais, tem sido convocado para os Rio de Janeiro 2016.

## Trajetória

### Campeonato de Europa
Sua primeira medalha foi no Campeonato de Europa de 1995 em Hillerod (Dinamarca), onde obteve a medalha de bronze na prova de "Equipas". Participou em edições posteriores, entre as que destacam a de 2001 em Frankfurt (Alemanha), onde obteve a medalha de ouro na prova "Individual", e 2007 em Kranjska Gora (Eslovénia), onde obteve o ouro tanto na prova "Open" como na "Duplas".

### Jogos Olímpicos
Tem participado em cinco edições dos jogos paralímpicos ―Atlanta 1996, Sydney 2000, Atenas 2004, Pequim 2008 e Londres 2012―, além de ter sido convocado para  Rio de Janeiro 2016 e eleito porta-bandeira da equipa espanhola, composto por 114 desportistas e 68 membros da equipa técnica.
Tem obtido duas medalhas de bronze, nas provas de equipas de Sydney 2000 contra França e Londres 2012 contra Ucrânia, e duas de prata, na prova individual em Sydney contra a República Checa e na prova de equipas de Pequim contra China.

## Condecorações
Em 2013 foi condecorado com a medalha de bronze da Real Ordem ao Mérito Desportivo junto a outros desportistas que tinham obtido a medalha de bronze nos Jogos Paralímpicos de Londres 2012 ― os ciclistas Miguel Ángel Clemente, Diego Javier Muñoz e Maurice Eckhard, os nadadores José Antonio Marí e Deborah Font, a judoca Mónica Merenciano, e o também tenista de mesa, Jorge Cardona.